# Juan Cruz Légora
Juan Cruz Légora (Córdoba, 15 dicembre 1976) è un rugbista a 15 argentino, militante nel ruolo di mediano di mischia nel Villadose.

## Biografia
Cresciuto nella squadra argentina La Tablada di Córdoba, si è trasferito in Italia per giocare con la Partenope Rugby, per poi passare nel 2003 alla Polisportiva L'Aquila Rugby per disputare il Super 10. Nel 2007 passa al Rugby Rovigo.
Conta due presenze con la nazionale argentina
Alla fine della stagione 2010-11, che ha visto il Rovigo giungere fino alla finale di campionato, Légora si è trasferito al Villadose, club di serie B.